# Velodromo de la Bonanova
Velodromo de la Bonanova – stadion piłkarski istniejący w latach 1899–1900. Znajdował się w Barcelonie w Hiszpanii, pośrodku toru kolarskiego.
8 grudnia 1899 r. nowo powstała katalońska drużyna, FC Barcelona, rozegrała na tym obiekcie pierwszy mecz. Jej rywalem byli Anglicy, którzy wygrali to spotkanie 1:0.
Przeszkodą do dalszego użytkowania boiska była pewna niezgodność - klub nie miał go wykupionego na własność, a mecze rozgrywała na nim także inna katalońska drużyna - El Catala. To spowodowało, że klub musiał szukać innego rozwiązania.